# ジャンボ宮本
ジャンボ 宮本（ジャンボ・みやもと、1951年 - ）は、宮城県古川市出身の元女子プロレスラー。本名・加藤 節子。80kgの巨体でありながらスピードも兼ね備え、全日本女子プロレス黎明期に活躍。WWWA王座にも君臨した。全女を経営する松永兄弟は従兄弟に当たる。

## 経歴
1966年3月1日、全日本女子プロレスリング協会にて宮本 芳子（みやもと よしこ）のリングネームでデビュー。
その後は日本女子プロレスを経て、1968年の全日本女子プロレス旗揚げに参加。
1970年、リングネームを「ジャンボ宮本」に改める。
1971年6月30日、京愛子とのタッグで初代WWWA世界タッグ王座を獲得。その後もマキシ村田、星野美代子、赤城マリ子と組み、同王座に君臨した。
シングルでも1973年11月11日に史上初となるWWWA日本人対決で星野を下して王座を奪取。陥落と奪還を繰り返しつつ王座に長らく君臨した。
1976年11月1日に引退。

## 獲得タイトル
- AGWAインターナショナルタッグ王座
- WWWA世界シングル王座
- WWWA世界タッグ王座